# Человек с ледника Теодул

Предметы, найденные археологами, экспонируются в Историческом музее швейцарского кантона Вале

Челове́к с ледника́ Теоду́л, или Солда́т с ледника́ Теоду́л (нем. Söldner von Theodul) — археологическая находка погибшего на леднике Теодул путешественника, переходившего через Альпы в 1600-х годах. Кости человека и животных, а также оружие, деньги и фрагменты обуви были случайно обнаружены туристами в леднике в конце XX века.

## История находки
Летом 1984 года лыжный инструктор вёл группу туристов по перевалу Теодул на высоте около 3 000 метров в Пеннинских Альпах на границе Швейцарии и Италии. Во время отдыха на границе ледника инструктор обнаружил среди льда кинжал и старинную монету. При исследовании места находки были обнаружены монеты, подковы и человеческие кости, рассеянные по территории площадью 70 × 30 метров.
В результате проведённых П. Ленером (фр. Peter Lehner) и его сестрой А. Жульен-Ленер де Зермат (Annemarie Julen-Lehner de Zermatt) археологических раскопок c 1984 по начало 1990 года учёные обнаружили старинный пистолет, верхнюю часть черепа человека, кости его рук и ног, рапиру, ножны, три ножа и складную бритву, ложку, серебряную подвеску, фрагменты выделанной кожи, стеклянные бусы, а немного в стороне — кости и зубы мулов.
По мере обнаружения найденные предметы были доставлены в Швейцарский национальный музей в Цюрихе, где с ними работали исследователи и реставраторы.

## Предметы
- Деньги — 184 монеты, из них 9 серебряных талеров. На монетах есть следы ткани, они скорее всего были зашиты в одежду или лежали в матерчатом мешочке. Монеты были отчеканены между 1578 и 1588 годами в Северной Италии и Савойе[1].
- Серебряный кулон с воском — он, вероятно, имел культовое значение (например, был амулетом)[1].
- Германские пистолет, рапира и кинжалы. Рапира с гравировкой на лезвии в виде знака волка изготовлена в Пассау или Золингене[1].

## Человеческие останки
Все человеческие кости принадлежали одному мужчине возрастом от 20 до 30 лет, одетому в шерстяную и шёлковую одежду и кожаную обувь. Датировка его смерти — около 1600 года (400 лет назад, в Малый ледниковый период).
С помощью изотопного анализа костей исследователи выяснили, что регулярный рацион мужчины состоял из продуктов как растительного происхождения (злаки, овощи), так и животного, но не из рыбы. Он также употреблял вино или пиво, таким образом, его рацион типичен для жителя той эпохи.

## Анализ находок
Близкое расположение всех предметов и костей позволило предположить, что найденные останки относятся к единичному смертному случаю — человек вёл мулов с поклажей и умер в пути.
Первоначальная гипотеза о том, что неизвестный был наёмником, обосновывалась обилием у него оружия. В дальнейшем эта гипотеза была отвергнута как минимум потому, что пистолет у него был гражданский (относительно малого калибра, это и другие особенности оружия не характерны для боевого пистолета). В итоге специалисты в качестве наиболее вероятной гипотезы выбрали ту, где погибший был торговцем, замёрзшим в пути через опасный в то время перевал (ледник на перевале был значительно большей площади, чем в настоящее время). Причиной смерти стала либо непогода, либо несчастный случай.